# 呉ビール
呉ビール株式会社（くれビールかぶしきかいしゃ）は、地ビールの製造、販売を行っていた日本の会社。広島県呉市に本社を置いていた。飲食施設海軍さんの麦酒舘（呉市）の経営も行っていた。2021年1月31日に解散した。
製造、販売するビール類は、地ビールのコンテストで12年連続で入賞するなどビールを通じて呉市を盛り上げた。

## 経緯
呉市や広島市の企業や個人などが出資して、1995年に設立された。
2010年には累積損失を解消し、株主配当を実施している。
年間約90キロリットルのビールを醸造するなどの好業績を上げるが、平成30年7月豪雨の影響で麦酒館の来客数は激減し、経営は赤字に転落した。
2019年からのコロナウイルス感染症の流行の影響から、麦酒館の来客数は回復せず、また土産物需要も減ったことで売り上げは大きく落ち込む。麦酒館は2020年末から臨時休業を行っていたが、運営を再開することなく、2021年1月末に閉店した。
事業譲渡も検討されたが、醸造設備の老朽化という要因もあり、2021年1月20日に開催された臨時株主総会で解散が決定し、同月31日に解散した。従業員は全員解雇となった。建物などは2021年3月末までに呉市に返却されるが、それ以降の予定は2021年1月時点では決まっていない。

## 主な製造ビール
- 「海軍さんの麦酒」 - ドイツ産の麦芽、ホップ、酵母に灰ヶ峰の伏流水のみを使ったビール[5][6]。
  - ピルスナー[6] - 2016年のジャパンブルワーズカップビアコンペティション ピルスナー部門で3位を獲得している[7]。
  - ヴァイツェン[6]
  - ケルシュ[6]
  - アルトビール[6]
  - バーレーワイン - アルコール度数9%のビール。麦芽とホップはイギリス産のものを使用している[8]。
- 「しまのわビール」 - レモンやオレンジといった瀬戸内海をイメージした柑橘類の香りのするライトラガー[5][6]。
- 「呉吟醸ビール」 - 吟醸酵母である広島もみじ酵母とラガー酵母を併用したビール[6]。